# 불곰 (스타크래프트)
불곰(영어:Marauder)은 스타크래프트 2 종족인 테란의 유닛이다. 병영에서 생산이 가능한 유닛이다.

## 특징
불곰은 스타크래프트 2에서 새롭게 추가된 유닛으로 스타크래프트와 스타크래프트 리마스터에 나오는 화염방사병을 대체하는 유닛이다. 불곰은 기술실이 애드온된 병영에서 생산이 가능하며 불곰의 영어 이름인 Marauder을 한글로 그대로 음역하면 머로더가 된다. 불곰은 바이오닉 테란의 유닛들 중에서 체력이 가장 높은 유닛으로 체력:125, 기본 방어력:1의 능력치를 가지고 있기 때문에 바이오닉 테란의 유닛들 중에선 가장 체력이 높은 유닛이 된다. 또한 사거리도 6으로 긴 편이고 기본 공격력은 10이지만 중잡갑 추가 대미지가 존재하기 때문에 중장갑인 유닛들을 상대로 강한 면모를 보인다. 다만 불곰은 지대공 공격이 되지않기 때문에 적이 공대지가 되는 공중 유닛으로 대응한다면 불곰은 공격을 못한다. 따라서 적이 공대지 공중 유닛으로 불곰을 상대한다면 테란측에서도 지대공이 되는 지상 유닛이나 공대공이 되는 공중 유닛으로 대응해야한다. 불곰은 기본 전투력도 좋지만 해병과 같이 전투 자극제를 사용할 수 있기 때문에 일시적으로 공격 속도와 이동 속도를 향상시킬 수 있으며 이는 불곰에게도 큰 장점으로 작용한다. 그외의 다른 불곰의 기술로는 충격탄이 있으며 이기술이 발동되면 불곰의 공격을 받은 적은 일시적으로 움직임이 느려지는 효과가 있다. 불곰을 생산하는데 필요한 자원, 인구수, 시간은 광물:100, 가스:25, 인구수:2, 생산 시간:30초이다. 캠페인과 협동전에서도 불곰은 테란의 주요 바이오닛 유닛들로 활약하며 캠페인과 협동전은 전작의 화염방사병도 같이 등장하는데 이때는 화염방사병과의 조합도 좋다. 불곰의 영웅 유닛으로는 로리 스완이 있으며 로리 스완은 체력:200, 기본 방어력:1, 지대지 공격력:25의 능력치를 가지고 있다. 다만 불곰과는 달리 로리 스완은 전투 자극제를 사용할 수 없다.

## 같이 보기
- 스타크래프트
- 테란